# 유홍 (발해왕)
유홍(劉鴻, ? ~ 147년)은 후한의 황족으로 후한 장제의 증손이며 낙안왕 유총(劉寵)의 아들이고 후한 질제의 부친이다.

## 생애
122년 부친 유총이 경사(京師)에서 사망하자 그의 지위를 계승하였다.
145년 후한 충제가 3살의 나이로 사망하자 그의 아들인 유찬이 후한 질제로 즉위하였다. 그러나 실권은 양태후가 장악한 상태였기에 질제는 허수아비나 다름없는 상태였다.
146년 양태후가 낙안의 지리적 조건이 좋지 않음을 사유로 들어 유홍을 발해왕(勃海王)으로 개봉하였다. 이후 질제가 양기에게 살해당했음에도 별 반응을 보이지 않다가 147년 사망하니 시호를 효(孝)라고 하여 발해효왕(勃海孝王)이 되었으며 질제가 사망해 후사가 없었기에 양태후는 후한 환제의 동생인 여오후 유회(劉悝)를 발해왕으로 봉하고 유홍의 제사를 받들게 하였다.

## 참고
- 劉鴻